# Eishockey-Bundesliga 1988/89
Die Saison 1988/89 der Eishockey-Bundesliga war die 31. Spielzeit der höchsten deutschen Spielklasse. Deutscher Meister wurde der SB Rosenheim, nachdem der bisherige Serienmeister und Führende nach der Vorrunde Kölner EC nach drei Titeln in Folge mit einer 1:7-Heimniederlage im Play-off-Halbfinale gegen den Erzrivalen Düsseldorfer EG vorzeitig ausgeschieden war. Der vor der Saison hoch gehandelte ESV Kaufbeuren musste nach einem vierten Platz in der Relegationsrunde in die 2. Bundesliga absteigen. Den Platz der Kaufbeurer nahm der EC Hedos München ein.

## Voraussetzungen

### Teilnehmer
Folgende zehn Vereine nehmen an der Eishockey-Bundesliga 1988/89 teil (alphabetische Sortierung mit Vorjahresplatzierung):
| Klub                | Standort          | Vorjahr    | Play-offs           |
| ------------------- | ----------------- | ---------- | ------------------- |
| BSC Preussen        | Berlin            | 9.         | Relegation 1. Platz |
| Düsseldorfer EG     | Düsseldorf        | 5.         | Halbfinale 4. Platz |
| Eintracht Frankfurt | Frankfurt am Main | 7.         | Viertelfinale       |
| EHC Freiburg        | Freiburg          | Aufsteiger | –                   |
| ESV Kaufbeuren      | Kaufbeuren        | 6.         | Viertelfinale       |
| Kölner EC           | Köln              | 2.         | Deutscher Meister   |
| EV Landshut         | Landshut          | 4.         | Viertelfinale       |
| Mannheimer ERC      | Mannheim          | 3.         | Halbfinale 3. Platz |
| SB Rosenheim        | Rosenheim         | 1.         | Finale              |
| Schwenninger ERC    | Schwenningen      | 8.         | Viertelfinale       |

### Modus
Im Vergleich zu den Vorjahren wurde am Modus mit einer Doppelrunde und anschließenden Meisterschafts-Play-offs der besten acht Mannschaften, während die beiden Letztplatzierten in einer Relegationsrunde gegen die besten Teams der 2. Bundesliga antreten mussten, festgehalten.

## Vorrunde
Bereits am ersten Spieltag stellte sich der EV Landshut selbst ein Bein. Der SB Rosenheim wurde im Auftaktspiel mit 5:3 besiegt, doch für einige Landshuter Spieler lagen noch keine Spielgenehmigungen vor, so dass dieses Spiel mit 0:5 für Rosenheim gewertet wurde. Einen ähnlichen Fehler leistete sich der Kölner EC, der bei einem 8:3-Erfolg im Januar gegen Eintracht Frankfurt verbotenerweise Roger Nicholas einsetzte. Auch hier wurde das Spiel mit 0:5 gewertet.

### Abschlusstabelle
|     | Klub                | Sp | S  | U  | N  | Tore    | Punkte |
| --- | ------------------- | -- | -- | -- | -- | ------- | ------ |
| 1.  | Kölner EC (M)       | 36 | 24 | 6  | 6  | 179:108 | 54:18  |
| 2.  | SB Rosenheim        | 36 | 19 | 9  | 8  | 152: 98 | 47:25  |
| 3.  | Mannheimer ERC      | 36 | 17 | 7  | 12 | 137:130 | 41:31  |
| 4.  | Düsseldorfer EG     | 36 | 16 | 7  | 13 | 170:151 | 39:33  |
| 5.  | Schwenninger ERC    | 36 | 17 | 5  | 14 | 150:157 | 39:33  |
| 6.  | BSC Preussen        | 36 | 15 | 7  | 14 | 144:136 | 37:35  |
| 7.  | Eintracht Frankfurt | 36 | 13 | 10 | 13 | 149:137 | 36:36  |
| 8.  | EV Landshut         | 36 | 13 | 7  | 16 | 144:156 | 33:39  |
| 9.  | EHC Freiburg (N)    | 36 | 8  | 4  | 24 | 108:166 | 20:52  |
| 10. | ESV Kaufbeuren      | 36 | 5  | 4  | 27 | 100:194 | 14:58  |

Abkürzungen: Sp = Spiele, S = Siege, U = Unentschieden, N = Niederlagen, (N) = Neuling, (M) = Titelverteidiger

Erläuterungen:       = Play-offs,       = Relegationsrunde.

### Beste Scorer
| Spieler         | Mannschaft          | Spiele | Tore | Assists | Punkte |
| --------------- | ------------------- | ------ | ---- | ------- | ------ |
| Gerd Truntschka | Kölner EC           | 33     | 25   | 50      | 75     |
| Chris Valentine | Düsseldorfer EG     | 36     | 27   | 47      | 74     |
| Dieter Hegen    | Kölner EC           | 36     | 35   | 31      | 66     |
| Peter John Lee  | Düsseldorfer EG     | 36     | 31   | 34      | 65     |
| Danny Held      | Eintracht Frankfurt | 36     | 32   | 29      | 61     |
| Erich Kühnhackl | EV Landshut         | 36     | 21   | 38      | 59     |
| Dave Silk       | Mannheimer ERC      | 36     | 25   | 30      | 55     |
| Jaroslav Pouzar | SB Rosenheim        | 36     | 20   | 34      | 54     |
| Uli Egen        | Eintracht Frankfurt | 36     | 20   | 34      | 54     |
| Tom O’Regan     | EV Landshut         | 36     | 19   | 34      | 53     |

## Relegationsrunde
Die Relegationsrunde wurde in einer Einfachrunde ausgespielt, sodass jede Mannschaft jeweils ein Heim- und ein Auswärtsspiel gegen die übrigen Vereine bestritt.

### Abschlusstabelle
|     | Klub             | Sp | S  | U | N  | Tore   | Punkte |
| --- | ---------------- | -- | -- | - | -- | ------ | ------ |
| 1.  | EHC Freiburg     | 18 | 15 | 1 | 2  | 107:43 | 31: 5  |
| 2.  | EC Hedos München | 18 | 11 | 2 | 5  | 108:80 | 24:12  |
| 3.  | SV Bayreuth      | 18 | 11 | 1 | 6  | 70:56  | 23:13  |
| 4.  | ESV Kaufbeuren   | 18 | 11 | 0 | 7  | 78:69  | 22:14  |
| 5.  | EC Bad Nauheim   | 18 | 9  | 3 | 6  | 90:67  | 21:15  |
| 6.  | Krefelder EV     | 18 | 9  | 1 | 8  | 89:93  | 19:17  |
| 7.  | ESC Wolfsburg    | 18 | 5  | 3 | 10 | 88:112 | 13:23  |
| 8.  | EHC 80 Nürnberg  | 18 | 4  | 2 | 12 | 69:110 | 10:26  |
| 9.  | EHC Essen-West   | 18 | 2  | 5 | 11 | 73:101 | 9:27   |
| 10. | Heilbronner EC   | 18 | 3  | 2 | 13 | 67:108 | 8:28   |

Abkürzungen: Sp = Spiele, S = Siege, U = Unentschieden, N = Niederlagen

Erläuterungen:       = im nächsten Jahr Bundesliga,       = im nächsten Jahr 2. Bundesliga.

### Beste Scorer
| Spieler          | Mannschaft       | Tore | Assists | Punkte |
| ---------------- | ---------------- | ---- | ------- | ------ |
| Scott MacLeod    | EC Hedos München | 21   | 37      | 58     |
| Mark Kosturik    | ESC Wolfsburg    | 27   | 20      | 47     |
| John Markell     | ESC Wolfsburg    | 21   | 24      | 45     |
| Greg Evtushevski | EC Bad Nauheim   | 18   | 27      | 45     |
| Doug Morrison    | EC Hedos München | 25   | 19      | 44     |

## Play-offs
Alle Play-off-Runden, mit Ausnahme des Spiels um Platz 3, wurden im Modus „Best-of-Five“ ausgespielt.
Als Viertelfinal-Termine waren der 17., 19., 21., 24. und 26. Februar vorgesehen. Da der Kölner EC als Gastgeber am Finalturnier des Europapokals teilnahm, das vom 17. bis 19. Februar an der Lentstraße ausgetragen wurde, fanden die Spiele der Serie Kölner EC - EV Landshut am 14., 24. und 26. Februar statt.

### Viertelfinale
|                 |   |                     | Serie | 1   | 2         | 3   | 4   | 5 |
| --------------- | - | ------------------- | ----- | --- | --------- | --- | --- | - |
| Kölner EC       | – | EV Landshut         | 3:0   | 8:2 | 4:2       | 5:3 | –   | – |
| SB Rosenheim    | – | Eintracht Frankfurt | 3:1   | 8:2 | 3:2       | 4:6 | 9:2 | – |
| Mannheimer ERC  | – | BSC Preussen        | 3:1   | 3:4 | 3:2       | 5:2 | 4:0 | – |
| Düsseldorfer EG | – | Schwenninger ERC    | 3:0   | 5:2 | 5:4 n. V. | 6:2 | –   | – |

### Halbfinale
|              |   |                 | Serie | 1   | 2   | 3         | 4   | 5 |
| ------------ | - | --------------- | ----- | --- | --- | --------- | --- | - |
| Kölner EC    | – | Düsseldorfer EG | 1:3   | 3:2 | 2:5 | 1:7       | 3:4 | – |
| SB Rosenheim | – | Mannheimer ERC  | 3:0   | 7:3 | 4:1 | 4:3 n. V. | –   | – |

### Spiele um Platz 3
|                |   |           | Serie | 1   | 2   |
| -------------- | - | --------- | ----- | --- | --- |
| Mannheimer ERC | – | Kölner EC | 7:10  | 2:5 | 5:5 |

### Finale
|              |   |                 | Serie | 1   | 2   | 3    | 4   | 5 |
| ------------ | - | --------------- | ----- | --- | --- | ---- | --- | - |
| SB Rosenheim | – | Düsseldorfer EG | 3:1   | 7:1 | 2:4 | 5:01 | 4:2 | – |

1Das Spiel wurde beim Stande von 3:1 für Rosenheim abgebrochen und mit 5:0 für die Bayern gewertet, da die Düsseldorfer EG aus Protest gegen einige Schiedsrichterentscheidungen das Eis verlassen hatte.

### Beste Scorer
| Spieler         | Mannschaft      | Spiele | Tore | Assists | Punkte |
| --------------- | --------------- | ------ | ---- | ------- | ------ |
| Jaroslav Pouzar | SB Rosenheim    | 11     | 10   | 10      | 20     |
| Peter John Lee  | Düsseldorfer EG | 11     | 11   | 7       | 18     |
| Manfred Ahne    | SB Rosenheim    | 11     | 5    | 13      | 18     |
| Ron Fischer     | SB Rosenheim    | 11     | 5    | 12      | 17     |
| Raimond Hilger  | SB Rosenheim    | 11     | 10   | 6       | 16     |

## Kader des Deutschen Meisters
| Deutscher Meister SB Rosenheim | Torhüter: Karl Friesen, Bernd Zimmer Verteidiger: Rainer Blum, Helmut Elters, Heinrich Schiffl, Anton Maidl, Horst-Peter Kretschmer, Joachim Reil, Rainer Lutz, Ron Fischer Angreifer: Michael Pohl, Reemt Pyka, Gordon Sherven, Robert Eylert, Manfred Ahne, Markus Berwanger, Georg Franz, Jaroslav Pouzar, Raimund Hilger, Jürgen Trattner, Ernst Höfner, Wolfgang Kummer Cheftrainer: Dr. Ján Starší |